# Modeste (bier)
Modeste is een Belgisch biologisch bier van hoge gisting.
Het bier wordt gebrouwen in Brouwerij Strubbe te Ichtegem in opdracht van Biofresh Gavere.

Er bestaan 2 varianten:
- Bruintje, bruin bier met een alcoholpercentage van 7,8%
- Tripel, donkerblond bier met een alcoholpercentage van 7,8%